# Patricio Valladares
Patricio Marcelo Valladares Valladares (Chillán, 17 de junio de 1982) es un director de cine, productor y escritor de cine chileno. Ha escrito y dirigido películas como Curriculum, Dirty Love y Toro Loco. Se dio a conocer masivamente con su película de terror "En Las Afueras de la Ciudad" también conocida como "Hidden in the Woods" estrenada en 2012. La mayoría de su producción cinematográfica se centra en el género thriller, gore, violentos.

## Biografía
Comenzó a escribir y dibujar, editando su propio fanzine de historietas “Jano”, cómic de temática de violencia extrema, editadas de manera artesanal mediante fotocopias, llegando hasta el número 9.
En 2002 realizó el cortometraje Aberración, basado en la idea de cómic de Zombis, de la misma autoría, un filme de aficionado, de bajo presupuesto y enorme cantidad de contenido de splatter y gore, actualmente esta obra. Luego seguirán varios cortos titulados “Paranoia Asesina”( 2004), “Ese extraño Artefacto” (2004) y “Top Model”(2005). Realizados entre los años de sus estudios superiores (Comunicación Audiovisual).
En 2005, publica su primer Fanzine de cómic a nivel profesional (El Último Respiro), de temáticas de sexual- psycho-killer y humor negro, dibujado y escrito por varios autores y con portada del autor español Miguel Ángel Martín. Ese mismo año se vuelve un profundo admirador del artwork de All Gore.
Es miembro fundador y socio de las productoras Vallastudio, junto a Christian Fernández, Patricio Chávez y Evelyn Belmar. El 2006 Patricio Valladares debutó en el largometraje, con “Currículum”, película que mezcla de thriller y surrealismo y fue seleccionado en una infinidad de festivales nacionales e internacionales.
Está adaptando su historieta “The Party” al cine, un proyecto propuesto por Andrea Cavaletto, quien a su vez participa de su realización. La película se titulará “Departyd” del género de horror.
Director de Currículum (2007), Dirty Love (2009) y Toro Loco (2010) trilogía sin presupuesto con estética Grindhouse. dirigió la película chilena de bajo presupuesto “En las Afueras de la Ciudad” también conocida como “Hidden in the Woods”. mezcla de suspenso y drama, y fue seleccionada en varios festivales de cine, como Fantasia Film Festival, London Film 4 FrightFest' o Belgian Razor Reel. La película centró la atención del actor Michael Biehn (Terminator 1) para producir un remake de Hidden in the Woods. La nueva versión en idioma inglés de la película está protagonizado por Michael Biehn, William Forsythe.

## Filmografía
| Año  | Película                    | Rol      | Rol       | Rol        | Rol       |
| Año  | Película                    | Director | Guionista | Montajista | Productor |
| ---- | --------------------------- | -------- | --------- | ---------- | --------- |
| 2006 | Curriculum                  | Sí       | Sí        | Sí         |           |
| 2009 | Dirty Love                  | Sí       | Sí        | Sí         | Sí        |
| 2011 | Toro Loco                   | Sí       | Sí        | Sí         | Sí        |
| 2012 | En las Afueras de la Ciudad | Sí       | Sí        | Sí         | Sí        |
| 2014 | Hidden in the Woods Remake  | Sí       | Sí        | Sí         | Sí        |
| 2016 | Cuesta Abajo                | Sí       | Sí        | No         | Sí        |
| 2017 | Nightworld                  | Sí       |           |            |           |

## Premios
- BARS 2012: Premio a la mejor película (En las Afueras de la Ciudad)
- Weekend of Horrors|2013, Premio a la mejor Director (En las Afueras de la Ciudad)